# CoronaVac

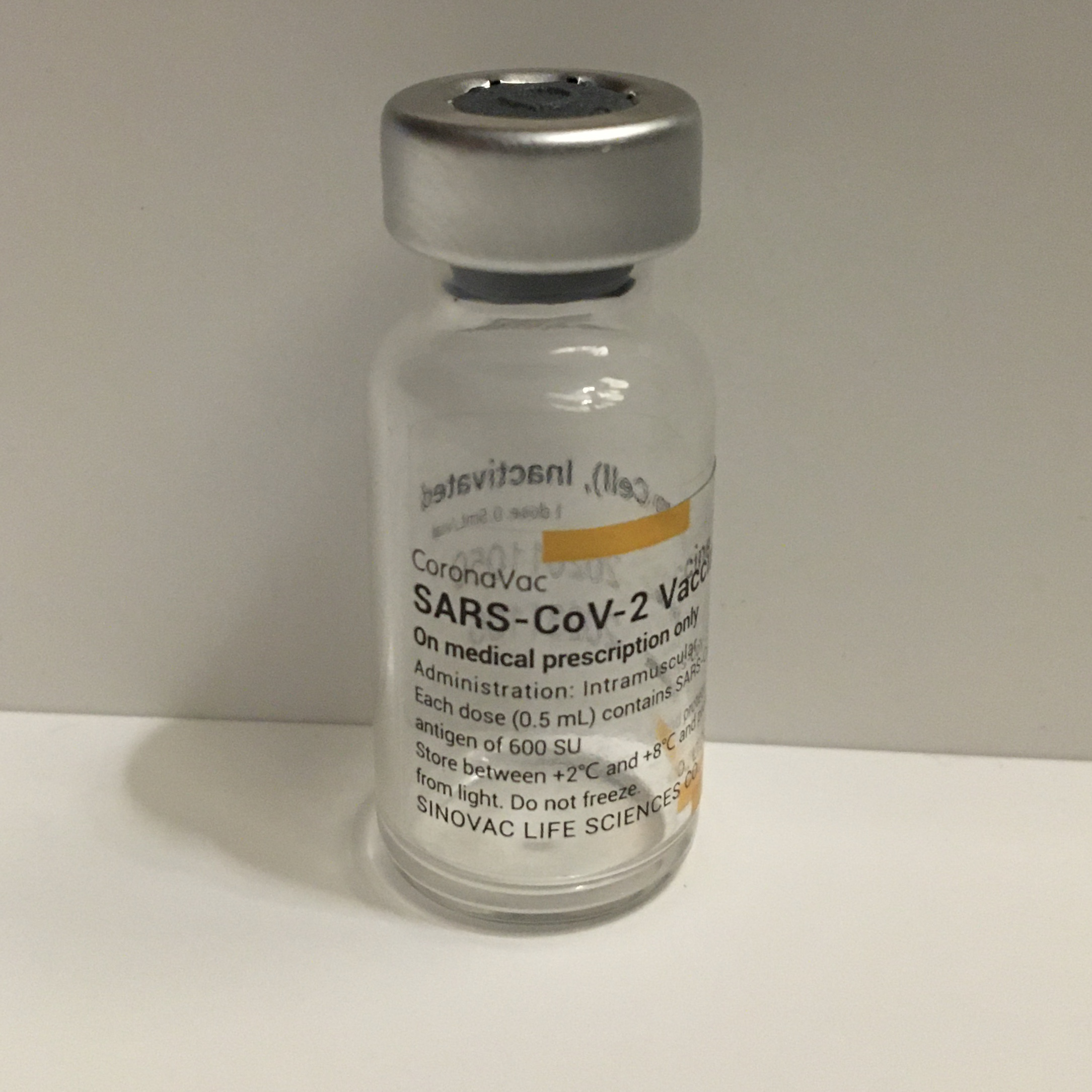
Пустой флакон CoronaVac

CoronaVac — вакцина против COVID-19, разработанная китайской биофармацевтической компанией Sinovac. Вакцина представляет собой химически инактивированную цельновирусную вакцину против COVID-19.
ВОЗ одобрила вакцину для использования в чрезвычайных случаях 1 июня 2021 года.
Начиная с середины 2020 года вакцина проходила клинические исследования фазы III.
19 октября предварительные результаты исследования фазы III в Бразилии показали, что CoronaVac оказался безопасным средством защиты от COVID-19. 10 ноября, после самоубийства добровольца (самоубийство не было связано с испытанием вакцины), Бразилия ненадолго приостановила испытания фазы III, возобновив их 11 ноября.
К 3 декабря в Бразилию прибыло более миллиона доз CoronaVac.
6 декабря 2020 Индонезия получила первую партию 1,2 миллиона доз CoronaVac.
13 декабря Институт Бутантан в Бразилии объявил, что количество подтверждённых случаев заболевания COVID-19 в испытаниях фазы III достигло 170, что превышает 151 случай, требуемый для первичного анализа, и что к 23 декабря документация будет представлена как в Национальное агентство наблюдения за здоровьем Бразилии (ANVISA), так и в Национальное управление медицинской продукции Китая для полного одобрения вакцины.
Утверждается, что общая защита ниже (51 %), чем у семи других вакцин, уже перечисленных ВОЗ, а испытания показывают, что CoronaVac, производимая Sinovac, на 100 % эффективна в предотвращении тяжёлых заболеваний и смерти. Но предварительные результаты исследования 2,5 миллионов человек в Чили показали, что КоронаВак на 67 % эффективен в предотвращении COVID-19 и на 80 % эффективен в предотвращении смерти от болезни.
Исследование в Венгрии на 3,5 млн вакцинированных разными вакцинами показало, что эффективность против заражения у CoronaVac составляет 68,7 %, а против смерти — 87,8 %.
По заявлению главы правления и главного исполнительного SinoVac, Инь Вейдуня, сделанному 21 января 2021 года, вакцина Coronovac способна нейтрализовать, на тот момент, новый штамм корононавируса, обнаруженный в Великобритании.
В сентябре 2021 года было доказано, что вакцина Coronovac повышаете активность выработки антител против дельта-штамма коронавируса SARS-CoV-2 в организме человека
В декабре 2021 года исследование, проведённое учёными из Гонконга показало, что два стандартные дозы вакцины от SinoVac не защищают от омикрон-штамм SARS-CoV-2.